# یواس‌اس انکان (ای‌جی‌سی-۴)
یواس‌اس انکان (ای‌جی‌سی-۴) (به انگلیسی: USS Ancon (AGC-4)) یک کشتی بود که طول آن ۴۹۳ فوت (۱۵۰ متر) بود. این کشتی در سال ۱۹۳۸ ساخته شد.